# Michael Ilmari Saaristo
Michael (Mikko) Ilmari Saaristo (Viipuri, Carelia; 1 de septiembre de 1938-Turku, 27 de abril de 2008) fue un aracnólogo, entomólogo finés-ruso.Trabajó en la Universidad de Turku. Se especializó en arañas de las Seychelles, y también estudió hormigas y efímeras.

## Algunos taxones descritos
- Abiskoa Saaristo & Tanasevitch, 2000
- Agyneta amersaxatilis Saaristo & Koponen, 1998
- Agyneta dynica Saaristo & Koponen, 1998
- Agyphantes Saaristo & Marusik, 2004
- Agyphantes sakhalinensis Saaristo & Marusik, 2004
- Anapistula seychellensis Saaristo, 1996
- Andasta siltte Saaristo, 1996
- Anguliphantes Saaristo & Tanasevitch, 1996
- Argyrodes recurvatus Saaristo, 1978
- Aridella bowleri Saaristo, 2002
- Aridella Saaristo, 2002
- Ascetophantes Tanasevitch & Saaristo, 2006
- Bifurcia Saaristo, Tu & Li, 2006
- Birgerius Saaristo, 1973
- Bristowia Saaristo, 1978
- Bristowiella Saaristo, 1980
- Capsulia Saaristo, Tu & Li, 2006
- Carpathonesticus Lehtinen & Saaristo, 1980
- Cenemus mikehilli Saaristo, 2002
- Cenemus Saaristo, 2001
- Cenemus silhouette Saaristo, 2001
- Claviphantes Tanasevitch & Saaristo, 2006
- Clubiona hitchinsi Saaristo, 2002
- Cornicephalus jilinensis Saaristo & Wunderlich, 1995
- Cornicephalus Saaristo & Wunderlich, 1995
- Cousinea keeleyi Saaristo, 2001
- Cousinea Saaristo, 2001
- Decipiphantes Saaristo & Tanasevitch, 1996
- Epigyphantes Saaristo & Tanasevitch, 2004
- Eskovia Marusik & Saaristo, 1999
- Eskovia mongolica Marusik & Saaristo, 1999
- Euso Saaristo, 2001
- Eusora muehlenbergi Saaristo, 1998
- Eusora Saaristo, 1998
- Farqua quadrimaculata Saaristo, 2001
- Farqua Saaristo, 2001
- Ferchestina Saaristo & Marusik, 2004
- Ferchestina storozhenkoi Saaristo & Marusik, 2004
- Fistulaphantes canalis Tanasevitch & Saaristo, 2006
- Fistulaphantes Tanasevitch & Saaristo, 2006
- Flagelliphantes Saaristo & Tanasevitch, 1996
- Formiphantes Saaristo & Tanasevitch, 1996
- Gamasomorpha deksam Saaristo & van Harten, 2002
- Gamasomorpha gershomi Saaristo, 2007
- Helsdingenia hebesoides Saaristo & Tanasevitch, 2003
- Helsdingenia Saaristo & Tanasevitch, 2003
- Howaia buicongchieni Lehtinen & Saaristo, 1980
- Howaia inthanoni Lehtinen & Saaristo, 1980
- Howaia Lehtinen & Saaristo, 1980
- Howaia proszynskii Lehtinen & Saaristo, 1980
- Improphantes Saaristo & Tanasevitch, 1996
- Indophantes agamus Tanasevitch & Saaristo, 2006
- Indophantes barat Saaristo & Tanasevitch, 2003
- Indophantes bengalensis Saaristo & Tanasevitch, 2003
- Indophantes kalimantanus Saaristo & Tanasevitch, 2003
- Indophantes kinabalu Saaristo & Tanasevitch, 2003
- Indophantes lehtineni Saaristo & Tanasevitch, 2003
- Indophantes pallidus Saaristo & Tanasevitch, 2003
- Indophantes Saaristo & Tanasevitch, 2003
- Indophantes sumatera Saaristo & Tanasevitch, 2003
- Ipa Saaristo, 2007
- Ischnothyrella Saaristo, 2001
- Ischnothyreus khamis Saaristo & van Harten, 2006
- Ischnothyreus serpentinum Saaristo, 2001
- Khamisia banisad Saaristo & van Harten, 2006
- Khamisia Saaristo & van Harten, 2006
- Lepthyphantes iranicus Saaristo & Tanasevitch, 1996
- Lepthyphantes korgei Saaristo & Tanasevitch, 1996
- Lepthyphantes wunderlichi Saaristo & Tanasevitch, 1996
- Lidia Saaristo & Marusik, 2004
- Lidia tarabaevi Saaristo & Marusik, 2004
- Lionneta gerlachi Saaristo, 2001
- Lionneta veli Saaristo, 2002
- Lisna Saaristo, 2001
- Mansuphantes Saaristo & Tanasevitch, 1996
- Maro lehtineni Saaristo, 1971
- Maro thaleri Saaristo, 1971
- Matyotia Saaristo, 2001
- Matyotia tetraspinosus Saaristo, 2001
- Megabulbus Saaristo, 2007
- Megabulbus sansan Saaristo, 2007
- Megalepthyphantes pseudocollinus Saaristo, 1997
- Megaoonops avrona Saaristo, 2007
- Megaoonops Saaristo, 2007
- Microdipoena elsae Saaristo, 1978
- Midia Saaristo & Wunderlich, 1995
- Molestia Tu, Saaristo & Li, 2006
- Mughiphantes bicornis Tanasevitch & Saaristo, 2006
- Mughiphantes cuspidatus Tanasevitch & Saaristo, 2006
- Mughiphantes falxus Tanasevitch & Saaristo, 2006
- Mughiphantes inermus Tanasevitch & Saaristo, 2006
- Mughiphantes longiproper Tanasevitch & Saaristo, 2006
- Mughiphantes restrictus Tanasevitch & Saaristo, 2006
- Mughiphantes Saaristo & Tanasevitch, 1999
- Mughiphantes setosus Tanasevitch & Saaristo, 2006
- Nale Saaristo & Marusik, 2008
- Nanume Saaristo, 2006
- Nesticella Lehtinen & Saaristo, 1980
- Nesticella robinsoni Lehtinen & Saaristo, 1980
- Nesticella sogi Lehtinen & Saaristo, 1980
- Nesticella taurama Lehtinen & Saaristo, 1980
- Obscuriphantes Saaristo & Tanasevitch, 2000
- Opopaea alje Saaristo & Marusik, 2008
- Opopaea botswana Saaristo & Marusik, 2008
- Opopaea gabon Saaristo & Marusik, 2008
- Opopaea gaborone Saaristo & Marusik, 2008
- Opopaea lingua Saaristo, 2007
- Opopaea nibasa Saaristo & van Harten, 2006
- Opopaea probosciella Saaristo, 2001
- Opopaea sallami Saaristo & van Harten, 2006
- Opopaea sanaa Saaristo & van Harten, 2006
- Opopaea shanasi Saaristo, 2007
- Opopaea spinosa Saaristo & van Harten, 2006
- Opopaea sudan Saaristo & Marusik, 2008
- Opopaea suspecta Saaristo, 2002
- Orchestina bedu Saaristo & van Harten, 2002
- Orchestina flagella Saaristo & van Harten, 2006
- Orchestina foa Saaristo & van Harten, 2002
- Orchestina hammamali Saaristo & van Harten, 2006
- Orchestina justini Saaristo, 2001
- Orchestina lahj Saaristo & van Harten, 2006
- Orchestina maureen Saaristo, 2001
- Orchestina mirabilis Saaristo & van Harten, 2006
- Orchestina pavesiiformis Saaristo, 2007
- Orchestina sedotmikha Saaristo, 2007
- Oreoneta banffkluane Saaristo & Marusik, 2004
- Oreoneta beringiana Saaristo & Marusik, 2004
- Oreoneta eskimopoint Saaristo & Marusik, 2004
- Oreoneta eskovi Saaristo & Marusik, 2004
- Oreoneta fennica Saaristo & Marusik, 2004
- Oreoneta fortyukon Saaristo & Marusik, 2004
- Oreoneta herschel Saaristo & Marusik, 2004
- Oreoneta kurile Saaristo & Marusik, 2004
- Oreoneta logunovi Saaristo & Marusik, 2004
- Oreoneta magaputo Saaristo & Marusik, 2004
- Oreoneta mineevi Saaristo & Marusik, 2004
- Oreoneta repeater Saaristo & Marusik, 2004
- Oreoneta sepe Saaristo & Marusik, 2004
- Oreoneta tienshangensis Saaristo & Marusik, 2004
- Oreoneta tuva Saaristo & Marusik, 2004
- Oreoneta uralensis Saaristo & Marusik, 2004
- Oreoneta vogelae Saaristo & Marusik, 2004
- Oreoneta wyomingia Saaristo & Marusik, 2004
- Ouette ouette Saaristo, 1998
- Ouette Saaristo, 1998
- Ovobulbus boker Saaristo, 2007
- Ovobulbus bokerella Saaristo, 2007
- Ovobulbus elot Saaristo, 2007
- Ovobulbus Saaristo, 2007
- Palliduphantes Saaristo & Tanasevitch, 2001
- Patri Saaristo, 2001
- Patu silho Saaristo, 1996
- Piniphantes Saaristo & Tanasevitch, 1996
- Prida Saaristo, 2001
- Pritha heikkii Saaristo, 1978
- Prodida stella Saaristo, 2002
- Robertia Saaristo, 2006
- Roche roche Saaristo, 1998
- Roche Saaristo, 1998
- Selimus Saaristo, 2006
- Semibulbus Saaristo, 2007
- Semibulbus zekharya Saaristo, 2007
- Sesato Saaristo, 2006
- Sesato setosa Saaristo, 2006
- Seychellia Saaristo, 1978
- Seychellia wiljoi Saaristo, 1978
- Silhouettella assumptia Saaristo, 2001
- Silhouettella betalfa Saaristo, 2007
- Silhouettella tomer Saaristo, 2007
- Silhouettella usgutra Saaristo & van Harten, 2002
- Socotroonops Saaristo & van Harten, 2002
- Socotroonops socotra Saaristo & van Harten, 2002
- Soeuria Saaristo, 1997
- Soeuria soeur Saaristo, 1997
- Spermophorides lascars Saaristo, 2001
- Spinembolia Saaristo, 2006
- Spiralophantes mirabilis Tanasevitch & Saaristo, 2006
- Spiralophantes Tanasevitch & Saaristo, 2006
- Stoda Saaristo, 2006
- Tallusia bicristata Lehtinen & Saaristo, 1972
- Tallusia Lehtinen & Saaristo, 1972
- Tanasevitchia Marusik & Saaristo, 1999
- Tapinopa gerede Saaristo, 1997
- Tenuiphantes altimontanus Tanasevitch & Saaristo, 2006
- Tenuiphantes crassus Tanasevitch & Saaristo, 2006
- Tenuiphantes Saaristo & Tanasevitch, 1996
- Theoa Saaristo, 1995
- Vagiphantes Saaristo & Tanasevitch, 2004
- Xestaspis sis Saaristo & van Harten, 2006
- Xestaspis yemeni Saaristo & van Harten, 2006
- Zoma Saaristo, 1996
- Zoma zoma Saaristo, 1996

## Abreviatura (zoología)
La abreviatura Saaristo  se emplea para indicar a Michael Ilmari Saaristo como autoridad en la descripción y taxonomía en zoología.